# گریدیویل (پنسیلوانیا)
گریدیویل (به انگلیسی: Gradyville) یک منطقهٔ مسکونی در ایالات متحده آمریکا است که در پنسیلوانیا واقع شده‌است. گریدیویل ۱۳۲٫۸۹ متر بالاتر از سطح دریا قرار دارد.